# ابن هانئ
ابن هانئ الأندلسي (المتوفي عام 362هـ) شاعر أندلسي لُقب بمتنبي الغرب.

## حياته
ولد أبو القاسم محمد بن هانئ بن سعدون الذي يتصل نسبه بحاتم بن قبيصة بن المهلب بن أبي صفرة الأزدي، في إشبيلية. كان أبوه هانئ من قرية من قرى المهدية بإفريقية، ثم تركها وانتقل إلى الأندلس حيث ولد محمد في إشبيلية. نشأ ابن هانئ بإشبيلية، وتعلم بها الشعر والأدب، واتصل بحاكم إشبيلية وحظي عنده، ثم اتهمه أهلها بمذهب الفلاسفة وفي شعره نزعة إسماعيلية بارزة، فأساؤوا القول في ملكهم بسببه، فأشار عليه الحاكم بالغيبة. فترك إشبيلية وعمره 27 عامًا، فرحل إلى المغرب ومدح جوهر الصقلي، ثم ارتحل إلى الزاب إلى جعفر ويحيى ابني علي فأكرماه، ونمي خبره إلى المعز أبي تميم معدّ بن منصور الفاطمي فطلبه منهما، فلما انتهى إليه وأقام عنده في المنصورية بقرب القيروان، فبالغ ابن هانئ في مدحه. ولما رحل المعز إلى مصر، طلب منه مرافقته، فاستئذنه العودة إلى المغرب لأخذ عياله. وفي الطريق إلى مصر، قُتل ابن هانيء في برقة في 23 رجب 362 هـ، ولما وصل خبر وفاته للمعزّ وهو بمصر تأسف عليه وقال: «هذا الرجل، كنا نرجو أن نفاخر به شعراء المشرق، فلم يُقدّر علينا ذلك.»
قيل فيه:

## شعره
قال في مدح المعز لدين الله العديد من القصائد، منها قصيدة مطلعها:
وقال أيضا في مدح المعزّ قصيدة مطلعها:
وقال في مدح جعفر بن علي، الذي كان يتوجّع من علّة عرضت له، قصيدة مطلعها: